# Woodville (Neuseeland)
Woodville ist ein Ort im Tararua District der Region Manawatū-Whanganui auf der Nordinsel von Neuseeland.

## Geographie
Der Ort befindet sich rund 20 km östlich von Palmerston North, 24 km südwestlich von Dannevirke und 70 km nordnordöstlich von Masterton. Westlich der Stadt befindet sich die Schlucht Manawatu Gorge, die die Tararua Range von der Ruahine Range trennt. Der Manawatū River verläuft am Südrand des Ortes.
Verkehrstechnisch erreichbar ist die Stadt Woodville über den nordsüdlich verlaufenden New Zealand State Highway 2 und den westlich nach Palmerston North verlaufenden New Zealand State Highway 3.
Im Bahnhof von Woodville mündet die Bahnstrecke Wellington–Woodville in die Bahnstrecke Palmerston North–Gisborne. Die Einmündung ist so angelegt, dass Züge aus der Bahnstrecke Wellington–Woodville aus beiden Richtungen in den Bahnhof einfahren können. Im Personenverkehr wird der Bahnhof nicht mehr bedient.

## Geschichte
Ursprünglich wurde die Siedlung 1871 vom damaligen Hawkes Bay Provincial Council (Provinzrat) als Village in the woods neben Dannevirke und Norsewood als dritte Siedlung für skandinavische Einwanderer geplant. Der Plan misslang. 1874 wurde das Land der Siedlung unter dem Namen Woodville zum Verkauf angeboten. Die Ersten, die Parzellen in der Siedlung kauften, waren Arbeiter, die die Eisenbahnlinie der Hawkes Bay Railway weiter nach Westen verlegten. Später ab 1880 folgten mehr und mehr Farmer und so bildete sich 1885 der erste Rat der Stadt. 1887 erfolgte die Anerkennung als Borough.
Für Woodville sind aus der Frühzeit der Besiedlung noch zwei weitere Namen bekannt, Gorge Bridge Village und The Junction. Ersterer wahrscheinlich wegen der Nähe zum Manawatu Gorge, letzterer weil die Siedlung Knotenpunkt für die Straßen- und Bahnverbindung zwischen der Region Hawke’s Bay im Osten und dem Manawatu District im Westen, sowie der Wairarapa-Region im Süden war.
Woodville war Geburtsort des Mountain Rock Music Festival, das in den 1990er Jahren zum größten Festival neuseeländischer Musik wurde.

## Wirtschaft
Die Region um Woodville lebt von der Erzeugung landwirtschaftlicher Produkte und von der Milchwirtschaft. Von den ehemals riesigen Waldgebieten, die den Ort umgaben, ist heute nicht mehr viel zu sehen.

## Persönlichkeiten
- Gottfried Lindauer (1839–1926), Maler. Er starb in Woodville und wurde auf dem Gorge-Friedhof begraben.
- Charmian O’Connor (* 1937), Chemikerin und Hochschullehrerin